# HK Trešnjevka
Der HK Trešnjevka ist ein Hockeyverein aus der kroatischen Hauptstadt Zagreb. Der Club wurde am 25. August 1960 unter dem ursprünglichen Namen Olimpija gegründet. 1961 fusionierte der Verein mit RSD Trešnjevka und änderte seinen Namen in HK Trešnjevka. 1965 trat HK Trešnjevci dem HK Tehničar Zagreb bei, der an der technischen Schule von Zagreb aktiv war. Mit dem Verschwinden der Hochschulsportszene in Trešnjevka im Jahr 1990 wurde der Club unabhängig unter seinem alten Namen. Der in grünen Trikots und Hosen mit weißen Stutzen spielende Verein nutzt den Kunstrasenplatz des Hockey-Center Zagreb im Stadtteil Trešnjevka rund 2,5 km südwestlich der Altstadt.

## Herren
| Europapokalbilanz Herren Feld |                |        |       |                      |
| Jahr                          | Wettbewerb     | Niveau | Platz | Ort                  |
| 2019                          | Club Challenge | 3      |       | Siemianowice Śląskie |

Das Herrenteam spielt in der Saison 2018/19 in der aus acht Mannschaften aus sieben Vereinen bestehenden kroatischen Hockeyliga. 2018 wurde die Mannschaft erstmals kroatischer Feldhockeymeister und qualifizierte sich für die EuroHockey Club Challenge 2019.
Erfolge
- Kroatischerer Feldhockey-Meister:  2018

## Kader 2018/19
- Trainer: Goran Jamičić
- Teamleiter:Robert Vuk

- Spieler:Alen Kos(TW), Ivan Branjug(TW), Hrvoje Golubić, Krešo Mušnjak, Zvonimir Vuk, Daniel Časar Veličan, Marko Mucić, Filip Oršiček, Antonio Snoj, David Dombay, Josip Briški, Pavel Marković, Mario Mucić, Bruno Vucelić, Tomislav Culjak, Ivan Čižmek[3]